# Mocro-Mafia
Als Mocro-Mafia (auch Mocro Mafia, niederländisch Mocro Maffia oder cocaïnemaffia) werden manche Banden der organisierten Drogenkriminalität bezeichnet, die sich vornehmlich aus Marokkanern („Mocro“ ist das niederländische Slangwort für Marokko), Personen von den Niederländischen Antillen sowie aus Niederländern selbst rekrutieren und in den Niederlanden, Belgien und Westdeutschland aktiv sind. Diese kriminellen Banden handeln vor allem mit Kokain, das sie über die Häfen von Antwerpen, Rotterdam und Algeciras einschmuggeln. Öffentliche Aufmerksamkeit erregen sie seit den frühen 2010er-Jahren mit Bandenkriegen und damit verbundenen dutzenden Auftragsmorden, darunter dem an dem Journalisten Peter R. de Vries.

## Geschichte
Die Anfänge der Mocro Maffia gehen bis in die 70er Jahre zurück. Damals liberalisierte die Regierung von Ministerpräsident Joop den Uyl das Opiumgesetz, so dass der Besitz kleiner Mengen sogenannter weicher Drogen wie Haschisch und Marihuana nicht mehr verfolgt wurde (er blieb allerdings nach wie vor offiziell verboten). Der Verkauf fand fortan in „Coffeeshops“ statt, so genannt, weil für den Verkauf von Drogen nicht geworben werden durfte. An diesem Punkt entstand eine rechtliche Grauzone, aus der heraus sich die späteren hochkriminellen Banden entwickelten, wie der Niederlande-Experte Christoph Driessen erläutert: „Die dafür erforderlichen Großlieferungen waren durch die liberale Drogengesetzgebung nicht gedeckt und folglich illegal, wurden aber dennoch toleriert, weil das System sonst nicht funktioniert hätte.“ Die Belieferung der Coffeeshops übernahmen Drogenhändler, die das Cannabis zum einen von illegalen Großplantagen in den Niederlanden selbst bezogen, zum anderen aus Marokko, wo Hanf seit Jahrhunderten als Heilpflanze angebaut wird. In den Niederlanden gab es schon in den 70er Jahren eine große marokkanische Community, die seitdem noch stark gewachsen ist. So etablierten sich Schmuggelrouten aus Marokko in die Niederlande. Um das Jahr 2000 stiegen viele marokkanischstämmige Drogenhändler aus den Niederlanden von Cannabis auf Kokain um, weil sich damit noch weit größere Profite erzielen ließen. Dieses Kokain wurde vom Herkunftsort Kolumbien nach Marokko geschmuggelt, um von dort auf den durch den Haschischhandel erprobten Routen in die Niederlande exportiert zu werden. Neben dem freien Verkauf von Haschisch in den Coffeeshops sind die Niederlande für die Drogenhändler auch deshalb attraktiv, weil Drogenhandel oft vergleichsweise milde bestraft wird und weil die Bevölkerung insgesamt eine eher „entspannte Einstellung zu Drogen allgemein“ hat. So ergab eine Untersuchung 2020, dass von den damals insgesamt gut 17 Millionen Niederländern gut drei Millionen über 18 Jahren Cannabis konsumiert hatten, gut eine Million Ecstasy und etwa 730 000 Kokain.
Für die Einfuhr der Drogen eignen sich besonders die großen Seehäfen der Niederlande, wie auch Belgien bestens, da hier täglich tausende Schiffscontainer anlanden, welche ohne Öffnung gleich per LKW weiter ins Land transportiert werden. Da die Container vor der Schiffsreise partiell beladen werden können (Less than container load), können auf diese Weise auch „bequem“ Drogen in diese geschmuggelt werden. Korrupte Hafenarbeiter ermöglichen nach der Ankunft mittels Durchschleusung oder Zugänglichmachung dieser Container an Abholer (niederländisch: „uithalers“, wörtlich: Herausholer) die unauffällige Abnahme. Diese etablierten Wege wurden in den letzten Jahren zunehmend auch für den Kokainschmuggel genutzt, wobei oft dieselben Banden zum Zuge kommen, die nun ihre Routen der illegalen Haschischeinfuhr für die deutlich lukrativere Droge Kokain nutzen können. In Antwerpen und Rotterdam zusammen erreicht Kokain mit einem Marktwert von mindestens 50 Milliarden Euro Europa. Die Drogenmafia kontrolliert von den Niederlanden aus nun gut ein Drittel des Kokainhandels in Europa.
Das Auftreten dieser Organisationen ist äußerst brutal. Viele Auftragsmorde, Folterungen und diesbezogene Bedrohungen gehen auf ihr Konto. Auch Politiker wie Mark Rutte oder die niederländische Kronprinzessin Catharina-Amalia werden bedroht. So könnte eine mögliche Entführung der Prinzessin dazu dienen, eines ihrer Oberhäupter, Ridouan Taghi, aus dem Gefängnis zu holen.

### Vorgeschichte des Amsterdamer Unterweltkriegs
Ein Streit zwischen den rivalisierenden Drogenbanden führte 2012 zu dem sogenannten Mocro-Krieg. Dieser „Krieg“ wurde geführt zwischen der Bande des Verbrechers Gwenette Marthas mit seiner rechten Hand Najib Bouhbouh und der Bande von Benaouf „Ben“ Adaoui und Houssine „Hoes“ Ait Soussan. Dieser Konflikt führte zu dutzenden Toten, darunter auch versehentlichen Tötungen Unbeteiligter.
Verschiedenen Ermittlungen und entschlüsselten Nachrichten zufolge war der Auslöser für diese gewaltsamen Auseinandersetzungen (niederländisch Mocro Maffia Oorlog), die vornehmlich im Raum Amsterdam stattfanden, eine im März 2012 im Hafen von Antwerpen gestohlene oder abgefangene Ladung von 200 Kilogramm Kokain. Da der Bandenführer Gwenette Martha immer mal wieder in Haft saß, wurde Houssine „Hoes“ Ait Soussan (Marthas bisheriger Freund und Mitarbeiter) sowie Najib Bouhbouh (Marthas rechte Hand) immer häufiger mit Aufgaben in der Organisation betraut. Irgendwann kam es zu einem Streit zwischen Houssine und Martha, so dass Houssine beschloss, ohne Gwenette Martha die Geschäfte zu führen und dessen Schmuggelrouten zu benutzen.
Benaouf Adaoui war der Schwager Houssines und ebenfalls in den Kokainschmuggel verstrickt. Einmal ordert er auf eigene Rechnung 200 Kilogramm Kokain über die Häfen von Antwerpen. Hierfür hat er eine feste Gruppe von Abholern (im niederländischen Drogenjargon: uithalers), die aber aus unbekannten Gründen an dem Tag nicht zur Verfügung standen. So musste er kurzfristig andere Abholer auftreiben. Eine solche Gruppe, die sich nach den Ninja-Comicfiguren „Turtles“ nannte, arbeitete bereits mit Gwenette Martha, Najib Bouhbouh und Houssine Ait Soussan zusammen und stammt aus Antwerpen. Da Adaoui keinen Kontakt zu dieser Gruppe hatte und er auch Gwenette Martha nicht fragen konnte, bat er seinen Schwager Houssine ob er ihm vielleicht helfen könne. So kamen die „Turtles“ zum Einsatz (vermutlich vermittelt durch Najib Bouhbouh). Dabei stellte sich heraus, dass das Kokain nicht in dem hierfür bestimmten Schiffscontainer auffindbar war. Die Abholer sagten, dass die Ware bereits von der Polizei abgefangen worden sei. Die Auftraggeber, darunter Adaoui, glaubten das jedoch nicht und schickten ihre Leute nach Antwerpen, um einen der „Turtles“ zu entführen und ein Lösegeld einzufordern. Danach schickten sie ein Foto mit dem Entführten in oder neben einem Fleischwolf sitzend an seine Familie. Auch Gwenette Martha mischte sich ein und so begann der Unterweltkrieg. Houssine wurde zur Entscheidung gezwungen zu seinen Schwiegereltern oder seinem Freund Gwenette Martha zu stehen, die dieser dann zugunsten seiner Familie entschied. So standen sich schließlich die Parteien Benaouf Adaoui und Houssine Ait Soussan auf der einen, und Gwenette Martha und Najib Bouhbouh auf der anderen Seite, unversöhnlich gegenüber.

### Grenzüberschreitende Kriminalität in Deutschland
Im Jahr 2024 kam es hauptsächlich in Nordrhein-Westfalen über Monate hinweg zu mehreren schweren Straftaten (darunter Sprengstoff-Anschläge, eine Geiselnahme mehrerer Personen, Folter bzw. schwere Körperverletzung), die den Mocro-Mafias zugeschrieben werden. Die Straftaten werden nach Auffassung von Ermittlern vor dem Hintergrund eines Konfliktes zwischen Mitgliedern einer Mocro-Mafia und Angehörigen eines polizeibekannten arabischstämmigen Clans begangen. So detonierten in Düsseldorf am 11. Juli 2024 in der Düsseldorfer Berliner Allee und am 19. August im Düsseldorfer Medienhafen Sprengsätze. In Köln gab es im September 2024 innerhalb einer Woche zwei Explosionen in der Innenstadt, die den Mocromafias zugeschrieben werden. Zwischen Juni und September gab es in NRW Stand Ende September 22 der Mocro-Mafia oder den Mocro-Mafias zugeschriebene Tatorte. 33 Tatverdächtige waren zu dem Zeitpunkt identifiziert, von ihnen saßen 13 in Haft. Bei rund 20 Durchsuchungen wurden in NRW mehr als 1200 Asservate sichergestellt, darunter Schusswaffen, Drogen und Datenträger. Auch eine Reihe von Anschlägen mit Brandbomben in Frankfurt/Main wird mit der Mocro-Mafia in Verbindung gebracht.

## Erste Morde
Redouan Boutaka, ein verurteilter Bankräuber und enger Freund von Gwenette Martha, war in Unterweltkreisen bereits dafür bekannt, Auftragsmorde durchgeführt zu haben. Allerdings kam er hierbei nie in das Fadenkreuz polizeilicher Ermittlungen. Gleichwohl tauchte er lange Zeit im Ausland unter, mutmaßlich in Jamaika. Als er wieder in den Niederlanden war, erfolgte dies nach Überzeugung Adaouis in Gwenette Marthas Auftrag. Adaoui kam seinem mutmaßlichen Auftragsmord zuvor, indem er Boutaka am 22. April 2012 in einer Amsterdamer Shisha-Bar ermorden ließ.
Ebenso erging es Najib Bouhbouh, die rechte Hand und Jugendfreund Marthas, der am 18. Oktober 2012 vor einem Antwerpener Hotel am helllichten Tag durch zwei Schüsse getötet wurde. Er war dort im Hotel mit einem Freund namens Chris Bouman und einer dritten unbekannten Person verabredet. Als die drei nach ihrem Treffen das Hotel verlassen wollten, sandte Bouman heimlich eine SMS an die wartenden Auftragsmörder.
Zum Zeitpunkt der Liquidation war Gwenette Martha in Haft, als er jedoch von dem Mord erfuhr, wurde er sehr emotional. Er betrachtete Najib Bouhbouh stets als einen zweiten Bruder (sein richtiger Bruder wurde erschossen und starb in seinen Armen). Berichten zufolge konvertierte Gwenette Martha nach der Liquidierung von Najib Bouhbouh zum Islam.
Danach folgte am 29. Dezember 2012 eine Doppelhinrichtung im Amsterdamer Stadtteil Staatsliedenbuurt. Hierbei wurden zwei junge Männer (Saïd el Yazidi, 21 und Youssef Lkhorf, 28) mit schweren automatischen Schusswaffen niedergestreckt. Dies soll die Reaktion Gwenette Marthas auf den Tod von Redouan Boutaka, vor allem jedoch dem von Najib Bouhbouh, gewesen sein. Benaouf Adaoui war an dem Abend mit den beiden Opfern in einem Geländewagen unterwegs, um eine dritte Person (vermutlich Rida Bennajem) zu treffen. Sie gingen ein Stück spazieren, als sie ein Auto (ein Audi) näherkommen hörten, aus dem sogleich das Feuer auf Benaouf eröffnet wurde. Auch aus einem zweiten Auto, einem VW Golf, wurde geschossen. Sehr wahrscheinlich gab Gwenette Martha den Auftrag hierzu und heuerte hierfür sieben Personen an, darunter Anouar ‚Popeye‘ B (Schütze Audi), Adil ‚Kinker‘ A (Schütze Audi), Hamza ‚Chiep Chiep‘ B (Fahrer des Audi), Derkaoui ‚Pirkie‘ van der Meijden (Schütze Golf) und Naoufal ‚Noffel‘ Fassih (Schütze und Fahrer des VW Golf). Dem eigentlichen Ziel des Auftragsmordes, Benaouf Adaoui, gelang die Flucht, als er zwischen zwei Hausbooten ins Wasser sprang. Die bewaffneten Männer aus dem Audi verfolgten dann die beiden anderen jungen Männer und töteten sie.
Augenblicke später, als der Audi losfuhr, wurde er von zwei Motorradpolizisten auf dem Haarlemmerweg gesichtet. Als die Beamten die Verfolgung aufnehmen wollten, bremste der Fahrer des Audis. Sofort wurde eine Kalaschnikow aus dem Fenster gehalten und das Feuer eröffnet. Die Beamten gingen zu ihrer Sicherheit hinter ihren gestürzten Fahrzeugen in Deckung. Die Projektile drangen in und durch die Motorräder, jedoch blieben die Polizisten unverletzt. Danach folgten eine Reihe weiterer gegenseitiger Morde, darunter auch irrtümliche Tötungen Unbeteiligter.

## Die wichtigsten Mitglieder
- Gwenette Martha[21]
  - Naoufal Fassih (alias Bolle oder Noffel)[21]
  - Najib Bouhbouh (alias Bouh)[22]
  - Richard V. (alias Rico de Chileen)[21]
  - Khalid J. (alias Oog)[23]
  - Redouan Boutaka (alias Takka)[22]
  - Chahid Yakhlaf
  - Chafik Yakhlaf
- Nordin El Hajjioui (alias Dicker (Dikke) Turtle)
  - Nacerdine T.
  - Mohamed El Hassani[24]
  - Saïd F.
  - Abdelkader Bouker (alias De Jood)[25]
  - Othman El Ballouti[26]
- Benaouf Adaoui (alias Ben)[27]
  - Houssine Ait Soussan (alias Hoes)[27]
  - Abdelhamid Aït Ben Moh (alias Kikker)[28]
  - Omar Lkhorf (alias Suarez)[29]
  - Hicham M. (alias Furby)[30]
  - Derkaoui van der Meijden (alias Pirki)[31]
  - Marchano Pocorni[32]
  - Rida Bennajem
- Samir Bouyakhrichan (alias Scarface)[33]
  - Karim Bouyakhrichan (alias Taxi)[34]
  - Mustapha El Fachtali (alias Moes)[35]
  - Roger P. (alias Piet Costa)[36][37]
  - Naima Jillal (alias Tante)[38]
  - Rachid Bouaouzan[39]
- Ridouan Taghi[21]
  - Saïd Razzouki (alias De Kale)[40]
  - Mohammed Razzouki
  - Caloh Wagoh
  - Nabil Bakkali (alias Appel)[41]
  - Mao R.
  - Mario R.
  - Boris P. (alias De Bosniër)[42]
  - Najim Z. (alias Peace)[43]
  - Gregory F. (alias Greg)[44]

## Kriminelle Gewaltakte

### Auftragsmorde
In der nachstehenden Tabelle sind die Auftragsmorde aufgeführt, die mit der Mocro Maffia in Verbindung stehen. In einigen Fällen besteht zumindest ein offizieller Verdacht ihrer Beteiligung.
| Ermordete                 | Datum              | Ort                                          | Anmerkung | Ref           |
| ------------------------- | ------------------ | -------------------------------------------- | --- | ------------- |
| Redouan Boutaka           | 22. April 2012     | Amsterdam                                    | Wurde in einer Shisha-Bar erschossen. Er wurde von Benaouf Adaoui verdächtigt ihn zu ermorden. | [ 45 ]        |
| Najeb Bouhbouh            | 18. Oktober 2012   | Antwerpen                                    | Wurde tagsüber vor einem Hotel liquidiert. Er war die rechte Hand, Jugendfreund und Geschäftspartner von Gwenette Martha und wurde von zwei Bewaffneten durch einen von seinem, ebenfalls engen, Freund Chris Bouman bestellten Lockvogel liquidiert. Vermutlich handelte es sich bei den Schützen um Rida Bennajem und Marchano Pocorni. | [ 45 ]        |
| Patrick Brisban           | 2. Dezember 2012   | Diemen                                       | | [ 46 ]        |
| Youssef Lkhorf            | 29. Dezember 2012  | Harderwijk                                   | Die beiden jungen Männer (21 und 28) wurden im Stadtteil Staatsliedenbuurt durch schwere automatische Waffen getötet. Das eigentliche Ziel, Benouaf A., konnte entkommen. Laut entschlüsselter Nachrichten waren die beiden jungen Männer auch an der Liquidierung von Najib Bouhbouh in Antwerpen beteiligt. | [ 45 ]        |
| Said el Yazidi            | 29. Dezember 2012  | Harderwijk                                   | Die beiden jungen Männer (21 und 28) wurden im Stadtteil Staatsliedenbuurt durch schwere automatische Waffen getötet. Das eigentliche Ziel, Benouaf A., konnte entkommen. Laut entschlüsselter Nachrichten waren die beiden jungen Männer auch an der Liquidierung von Najib Bouhbouh in Antwerpen beteiligt. | [ 45 ]        |
| Rida Bennajem             | 16. März 2013      | Amsterdam                                    | Er wurde unter anderem verdächtigt, zwei Liquidationen begangen zu haben und eine Doppelrolle zu spielen. Da er für seine Arbeit noch nicht bezahlt wurde, lockte er seinen Auftraggeber, Benaouf A., in das Staatsliedenbuurt-Viertel. Bei diesem Versuch wurde er vermutlich selbst liquidiert. | [ 45 ]        |
| Souhail Laachir           | 26. Mai 2013       | Amsterdam                                    | Er war der Schatzmeister der Bande von Benouaf A. Er geriet bei einem Volksfest in Streit mit rivalisierenden Bandenmitgliedern und wurde in Het Scheepvaartmuseum erschossen. | [ 45 ]        |
| Frank Scharrenberg        | 13. August 2013    | Marbella                                     | | [ 47 ]        |
| Inchomar Balentien        | 17. August 2013    | Amsterdam                                    | Überlebte die Liquidation. Vermutlich hatte dieser Angriff auf den, bereits in viele Händel verstrickten Inchomar Balentien, nichts mit dem Bandenkrieg zu tun. | [ 45 ]        |
| Tarik Abdellaoui          | 31. Oktober 2013   | Fuengirola                                   | 2012 wurde er bereits schon einmal angeschossen. Hinter seinem Tod soll Ridouan Taghi stecken. | [ 48 ]        |
| Viktor van den Broeke     | 13. Dezember 2013  | Dominikanische Republik                      | | [ 49 ]        |
| Mohammed Alarasi          | 20. Januar 2014    | Amersfoort                                   | Irrtümliche Tötung. Das Ziel soll Samir Jabli gewesen sein. | [ 50 ]        |
| Alexander Gillis          | 20. Februar 2014   | Zaandam                                      | Wurde verdächtigt, Liquidationsbefehle für eines der beiden Lager ausgeführt zu haben. Als Vergeltungsmaßnahme musste auch er sterben. | [ 45 ]        |
| Mohamed el Mayouri        | 22. März 2014      | Amsterdam                                    | Stand im Verdacht als Zeuge in einem Prozess zugunsten des Angeklagten aussagen. | [ 45 ]        |
| Gwenette Martha           | 22. Mai 2014       | Amstelveen                                   | Er befand sich an der Spitze einer der beiden Lager. Als er aus einem Schawarmarestaurant herauskam, erwarteten ihn zwei Männer mit automatischen Waffen. Mindestens 80 Projektile wurden in seinem Körper gefunden. | [ 21 ] [ 45 ] |
| Stefan Eggermont          | 13. Juli 2014      | Amsterdam                                    | Irrtümlicher Mord. Omar Lkorf, der Bruder des inzwischen liquidierten Youssef Lkorf aus dem Viertel Staatsliedenbuurt, war das Ziel. | [ 51 ]        |
| Derkiaoui van der Meijden | 18. August 2014    | Amsterdam                                    | Wurde verdächtigt, als einer von mehreren Bewaffneten an den Morden im Viertel Staatsliedenbuurt beteiligt gewesen zu sein. | [ 45 ]        |
| Samir Bouyakhrichan       | 27. August 2014    | Marbella                                     | Galt als erfolgreicher Spitzenkrimineller und Unterweltboss, der international operierte. | [ 21 ] [ 45 ] |
| Massod Amin Hosseini      | 3. September 2014  | Amsterdam                                    | Wird verdächtigt, an der Liquidierung von Alexander Gillis und (nach Angaben der Polizei als Schütze) an dem irrtümlichen Mord an Stefan Eggertmont beteiligt gewesen zu sein. | [ 45 ]        |
| Said Boudakhani           | 24. November 2014  | Antwerpen                                    | | [ 52 ]        |
| Samir Jabli               | 1. Dezember 2014   | Amersfoort                                   | Er war angeblich in einen Betrug verwickelt. | [ 50 ]        |
| Luana Luz Xavier          | 8. Dezember 2014   | Amstelveen                                   | Nachdem ihr Mann, Najib Himmich, wie vom Erdboden verschwunden schien, soll Luana angeblich zur Polizei gegangen sein, um zu reden. Aus diesem Grund wurde auch sie vor den Augen ihrer Kinder liquidiert. | [ 45 ] [ 53 ] |
| Ali Akgün                 | 24. Dezember 2014  | Istanbul                                     | | [ 21 ]        |
| Khalid Jafaar             | 27. Dezember 2014  | Panama-Stadt                                 | | [ 45 ]        |
| Augustine Nyantakyi       | 28. Januar 2015    | Amsterdam                                    | Irrtümliche Tötung. | [ 54 ]        |
| Marchano Pocorni          | 2. März 2015       | Paramaribo                                   | Wurde verdächtigt, als einer von zwei Schützen an der Liquidierung von Najib Bouhbouh in Antwerpen beteiligt gewesen zu sein. | [ 45 ]        |
| Abderahim Maihouane       | 15. April 2015     | Sittard                                      | | [ 55 ]        |
| Farid Souhali             | 17. April 2015     | Den Haag                                     | | [ 56 ]        |
| Youssef El Kahtaoui       | 12. Mai 2015       | Amsterdam                                    | Irrtümliche Tötung durch den Auftragsmörder Quincy S. | [ 57 ]        |
| Ronald Bakker             | 9. September 2015  | Huizen                                       | | [ 58 ]        |
| Peter „Pjotr“ R.          | 5. November 2015   | Diemen                                       | Überlebte den Mordanschlag. | [ 59 ]        |
| Eaneas Lomp               | 9. November 2015   | Krommenie                                    | Ein enger Freund von Gwenette Martha. Lomp war auf der Party im Het Scheepvaartmuseum, als der Geschäftsmann und Bandenmitglied Souhail Laachir erschossen wurde. | [ 45 ]        |
| Ali Motamed               | 15. Dezember 2015  | Almere                                       | | [ 60 ]        |
| Chahid Yakhlaf            | 31. Dezember 2015  | Kerkdriel                                    | Zufolge entschlüsselter Krypto-Nachrichten war der inzwischen verurteilte Omar L. der Auftraggeber. Chahid und sein Bruder Chafik sollen Überläufer gewesen sein. Es kursierte auch die Geschichte, dass Chahid Yakhlaf angeblich an der Ermordung von Gwenette Martha vor dem Restaurant beteiligt war. | [ 45 ]        |
| Chafik Zidane             | 5. Februar 2016    | Rotterdam                                    | | [ 61 ]        |
| Samir Erraghib            | 17. April 2016     | IJsselstein                                  | |               |
| Nabil Amzieb              | 9. Mai 2016        | Amsterdam                                    | Er soll später entschlüsselten Nachrichten zufolge als Schütze an der Liquidierung von Eaneas Lomp beteiligt gewesen sein. Die enthauptete Leiche von Nabil Amzieb wurde in einem ausgebrannten Volkswagen Caddy gefunden. Berichten zufolge wurde sein Kopf einen Tag später vor dem Shishabar Fayrouz Lounge in Amsterdam abgelegt. Angeblich war er auch an der Ermordung von Derkaoui van der Maijden beteiligt. | [ 21 ]        |
| Abderrahim Belhadj        | 9. Mai 2016        | Amsterdam                                    | | [ 21 ]        |
| Ranko Scekic              | 22. Juni 2016      | Utrecht                                      | | [ 21 ]        |
| Wout Sabee                | 24. Juni 2016      | De Meern                                     | Er soll 200 kg Drogen unterschlagen haben. Bereits 2014 wurde auf ihn geschossen er dabei schwer verwundet. | [ 62 ]        |
| Djordy Latumahina         | 8. Oktober 2016    | Amsterdam                                    | Irrtümliche Tötung. | [ 63 ]        |
| Mitchell Jansen           | 7. Dezember 2016   | Medellín                                     | Wie Nabil Amzieb soll auch Mitchell als Fahrer des Fluchtwagens bei dem Mord an Eaneas Lomp beteiligt gewesen sein. Er sei in Kolumbien aus einem unbekannten Grund erschossen worden. | [ 64 ]        |
| Martin Kok                | 8. Dezember 2016   | Laren (Noord-Holland)                        | Nach früheren Mordversuchen an dem Blogger und Ex-Kriminellen (am 2. Juli 2016 wurde unter seinem Auto eine Bombe platziert und im Dezember 2016 wurde von einem Verfolger eine Schusswaffe auf ihn angelegt, welche aber ihren Dienst verweigerte) wurde der 49-Jährige Martin Kok nun doch vor einem Sexclub in Laren getötet. Kok war der Besitzer des Weblogs vlinderscrime.nl. Es heißt, dass Kok blindlings alles über die Mocro Maffia auf seine Website schrieb, wenn er eine Information oder Gerücht aus seinen früheren kriminellen Kreisen bekam, ohne diese Informationen jedoch zu prüfen und zu belegen. Dies erregte bei den Kriminellen Wut. Der Schotte Christopher Hughes lockte Kok in den Sexclub und ein lettischer Auftragsmörder führte dann die Tat aus. | [ 21 ]        |
| Hakim Changachi           | 12. Januar 2017    | Utrecht                                      | Mord aus Versehen, begangen von Nabil Bakkali. Daraufhin bot dieser sich reumütig als Kronzeuge im Marengo-Prozess an | [ 21 ]        |
| Justin Jap Tjong          | 31. Januar 2017    | Amsterdam                                    | | [ 66 ]        |
| Farid Souhali             | 17. April 2017     | Den Haag                                     | | [ 66 ]        |
| Jaïr Wessels              | 7. Juli 2017       | Breukelen                                    | | [ 66 ]        |
| Stefaan Bogaerts          | 21. September 2017 | Spijkenisse                                  | | [ 66 ]        |
| Jaouad Aaros              | 11. Oktober 2017   | Roermond                                     | Von der Polizei erschossen. | [ 67 ]        |
| Hamza Chaib               | 3. November 2017   | Marrakesch                                   | Mord aus Versehen. Der eigentlichen Zielperson Mustapha „Moes“ F., ein großer Drogenschmuggler, gehörte ein Cafè in Marrakesch und saß kurz zuvor an einem seiner Tische. Hamza Chaib setzte sich mit seiner Freundin gleich danach an diesen Platz und wurde so das Opfer einer Verwechslung. Auch seine Freundin wurde verletzt. Der 26-jährige Hamza Chaib war Medizinstudent und Sohn eines hohen Richters. Allerdings wurde auch F. im Nachgang inhaftiert. |               |
| Ahmed Nissi               | 9. November 2017   | Den Haag                                     | | [ 71 ]        |
| Timon Badloe              | 28. November 2017  | Utrecht                                      | | [ 72 ]        |
| Soufiane Zouagh           | 9. Januar 2018     | Breda                                        | | [ 73 ]        |
| Anass El Ajjoudi          | 17. Januar 2018    | Amsterdam                                    | | [ 74 ]        |
| Reduan Bakkali            | 29. März 2018      | Amsterdam                                    | Bruder des Kronzeugen Nabil Bakkali im Marengo-Prozess. Da Nabil Bakkali als Kronzeuge unter besonderer Bewachung steht, wurde dessen Bruder aus Rache und Einschüchterungsmotiven getötet. Da der Mörder Bakkalis, der seinerzeit 41 Jahre alte Shurandy S. sehr unprofessionell vorging, wurde er rasch gefasst und zu 20 Jahren Haft verurteilt. | [ 76 ]        |
| David Avila               | 12. Mai 2018       | Marbella                                     | | [ 77 ]        |
| Jamal M.                  | 23. Juli 2018      | Barcelona                                    | | [ 78 ]        |
| Hamza Ziani               | 27. Oktober 2018   | Torremolinos                                 | War Vertrauter von Mustapha „Hoes“ F. und wurde mutmaßlich vom Lager Taghis getötet. | [ 79 ] [ 70 ] |
| Abdelhadi Yaqout          | 21. Januar 2019    | Marbella                                     | Familienmitglied von Naoufal 'Noffel' F. | [ 80 ]        |
| Shaquille Goedhart        | 2. Mai 2019        | Amsterdam                                    | | [ 81 ]        |
| Danny Dennis Groenveld    | 5. Mai 2019        | Paramaribo                                   | wurde zusammen mit seiner Freundin Cadisha Prieka mit Maschinenpistolen (vom Taghi-Lager) ermordet, als sie gerade ihren Pick-up beluden. | [ 82 ] [ 70 ] |
| Cadisha Prieka            | 5. Mai 2019        | Paramaribo                                   | wurde zusammen mit seiner Freundin Cadisha Prieka mit Maschinenpistolen (vom Taghi-Lager) ermordet, als sie gerade ihren Pick-up beluden. | [ 82 ] [ 70 ] |
| Inchomar Balentien        | 21. Juli 2019      | Amsterdam                                    | | [ 83 ]        |
| Derk Wiersum              | 18. September 2019 | Amsterdam                                    | Anwalt des Kronzeugen Nabil Bakkali im Marengo-Prozess. | [ 84 ]        |
| Rachid Kotar              | 12. Dezember 2019  | Amstelveen                                   | als Bandenmitglied um Karim „Taxi“ B. vermutlich vom Taghi-Lager erschossen. | [ 85 ]        |
| Omar „Centjes“ Essalih    | 2. Mai 2020        | Amsterdam                                    | Wurde wenige Wochen zuvor freigesprochen von dem Vorwurf 2017 am Geldautomatensprengungen in Neukirchen-Vluyn und Simmerath beteiligt gewesen zu sein. Er überlebte mehrere Mordversuche. | [ 86 ]        |
| Ibrahim Azaim             | 10. Mai 2020       | Rotterdam                                    | War Geldverwalter und Vertrauter von Roger „Piet Costa“ P. | [ 37 ]        |
| Serdar Ay                 | 20. Oktober 2020   | Amsterdam                                    | Irrtümliche Tötung. | [ 87 ]        |
| Ayla Mintjes              | 16. Mai 2021       | Amsterdam                                    | Ayla Mintjes saß im Auto neben der Zielperson Anis B. Dieser war ihr Freund. Ayla Mintjes wurde tödlich getroffen. | [ 88 ]        |
| Peter R. de Vries         | 15. Juli 2021      | Amsterdam                                    | Journalist und Vertrauensperson von Kronzeuge Nabil Bakkali im Marengo-Prozess. | 0             |
| Ebrahim Buzhu             | 15. Januar 2022    | Chiclana de la Frontera, nahe Cádiz, Spanien | Stellte sich als Zeuge gegen Ridouan Taghi, der ihn 2009 zu einer Entführung anstiftete, zur Verfügung. Inwieweit dieser anschließend hinter seinem Mord steckt, konnte nie geklärt werden. | [ 90 ] [ 91 ] |
| Firdaous El J.            | 9. Januar 2023     | Antwerpen                                    | Das Opfer war 11 Jahre alt und war die Nichte Othman El Balloutis, der in Dubai lebt und behauptet – entgegen zahlreicher Medienberichte und polizeilicher Ermittlungen – nichts mit Drogengeschäften zu tun zu haben. | [ 92 ] [ 93 ] |

### Entführte Personen
| Entführte Person            | Seit | Ort       | Anmerkung | Belege        |
| --------------------------- | ---- | --------- | --- | ------------- |
| Najib Himmich               | 2014 | Benahavís | Entführt; Verbleib ungewiss, vermutlich getötet | [ 94 ]        |
| Abdelkader „De Jood“ Bouker | 2016 | Antwerpen | Entführt, nachdem 400 kg Kokain durch die Polizei beschlagnahmt wurden. Trotz einer Zahlung von 1,6 Millionen Euro Lösegeld blieb er verschwunden. Man geht von seinem Tod aus. Als Auftraggeber der Entführung gelten Abdelhamid Aït Ben Moh (alias Kikker) und Houssine „Hoes“ Ait Soussan. | [ 95 ] [ 96 ] |
| Churisan Allen              | 2018 | Amsterdam | | [ 97 ]        |
| Naima Jillal                | 2019 | Amsterdam | Entführt. 2022 wurden Fotos ihrer verstümmelten Leiche auf einem verschlüsselten Handy von Redouan Taghi gefunden. | [ 98 ]        |
| Mohamed Anaya               | 2019 | Rotterdam | | [ 99 ]        |
| Jamal Bouaouiouich          | 2020 | Marbella  | Entführt | [ 100 ]       |

## Strafprozesse

### 26Koper
Bei einer Untersuchung von Autodiebstählen in Rotterdam machte die Polizei 2015 in Nieuwegein neben dem Auffinden gestohlener Fahrzeuge der Marke Audi auch einen großen Waffenfund. U. a. wurden 92 Schusswaffen, darunter 38 halbautomatische Waffen, 9 Splittergranaten und 30 schusssichere Westen sichergestellt. Die abgehörte Kommunikation zwischen den Verdächtigen zeigte nach Ansicht der Staatsanwaltschaft, dass hier schwere Straftaten vorbereitet werden sollten. In erster Instanz im Jahr 2016 sah es der Richter nicht als erwiesen an, dass die Verdächtigen konkrete Mordanschläge vorbereiteten. Die Angeklagten erhielten daher nur acht der geforderten 17 Jahre Haft. In einer Berufungsentscheidung 2019 sah der Richter die Vorbereitung von Liquidationen jedoch als erwiesen an (u. a. durch Beobachtungsvideos polizeilicher Ermittlerteams und entschlüsselten Nachrichten) und verhängte 13 bis 14,5 Jahre Haft.

### Marengo
Die Anklagen gegen 17 Verdächtige, darunter Ridouan Taghi und Saïd Razzouki, umfassen eine Reihe von Morden und Mordversuchen im Zeitraum 2015 bis 2017.
Unterstützt wird das durch den Kronzeugen Nabil Bakkali. Aus Rache hierfür wurden Personen aus seinem Umfeld getötet, so sein Bruder Redouan und der bekannte, mit ihm vertraute Journalist Peter de Vries. Die Urteilsverkündung wurde nach vielen Unterbrechungen und Verzögerungen auf den 27. Februar 2024 festgesetzt. Am besagten Tag wurden drei Angeklagte zu lebenslanger Haft verurteilt, darunter auch Taghi. Das Urteil ist noch nicht rechtskräftig, noch kann Berufung eingelegt werden.

### Eris
In dem Strafprozess Eris, der parallel zu dem Marengoprozess läuft und Auftragsmorde im Drogenmilieu ab 2017 untersucht, stehen 21 Mitglieder des mittlerweile verbotenen Caloh-Wagoh-Motorradclubs vor Gericht, darunter der Hauptverdächtige Delano „Keylow“ R. Nach Angaben der Staatsanwaltschaft haben sie auf Geheiß von Ridouan Taghi fünf Morde und mehrere Mordversuche begangen. Tony de G. ist Kronzeuge in diesem Fall. Die Hauptverdächtigen Delano R., Feno D. und Jermaine B. wurden im Juli 2022 zu jeweils lebenslangen Haftstrafen verurteilt. Darüber hinaus wurden 15 weitere Angeklagte verurteilt. Gegen 11 der 21 Urteile hat die Staatsanwaltschaft Berufung eingelegt. Am 10. Oktober 2023 hat das Gericht erneut Zeugen vernommen.

## Fernsehserie
Auf den Ereignissen und den Inhalten von Büchern der Journalisten und Autoren Wouter Laumans und Marijn Schrijver basierend, wurde am 11. Oktober 2018 eine niederländische Krimi-Dramaserie des Streaminganbieters Videoland (Tochtergesellschaft von RTL Nederland) mit dem Titel Mocro Maffia veröffentlicht.
Die deutschsprachige Erstveröffentlichung erfolgte am 26. November 2019 bei Joyn.
Im April 2020 wurde die Serie um eine dritte Staffel verlängert, die 2021 auf Videoland veröffentlicht wurde.